# Joseph Gordon-Levitt

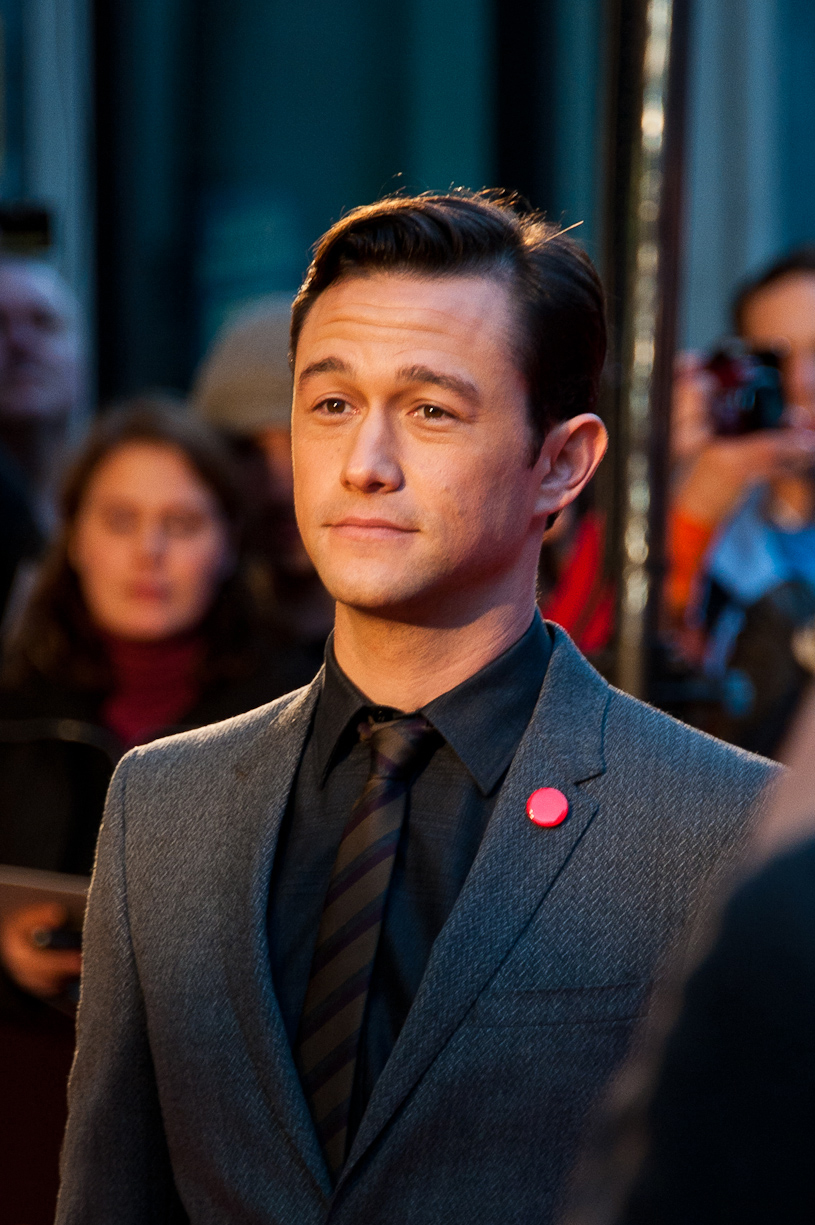
Joseph Gordon-Levitt (2014)

Joseph Leonard Gordon-Levitt (* 17. Februar 1981 in Los Angeles, Kalifornien) ist ein US-amerikanischer Schauspieler und Filmregisseur. Er betätigt sich außerdem als Drehbuchautor und Filmproduzent.

## Privatleben
Gordon-Levitt wurde als Kind einer Familie jüdischen Glaubens in Los Angeles geboren und wuchs dort im Stadtteil Sherman Oaks auf. Seine Eltern, Dennis Levitt und Jane Gordon, gehören zu den Gründern der Progressive Jewish Alliance, einem Bündnis, das sich unter anderem für soziale Gerechtigkeit, bessere Arbeitsbedingungen und den jüdisch-islamischen Dialog einsetzt. Im Jahr 2000 studierte er Geschichte, Literatur und Französisch an der Columbia University in New York City. 2004 brach er das Studium ab, um sich auf seine Schauspielkarriere zu konzentrieren. Sein älterer Bruder Daniel Gordon-Levitt, bekannt unter dem Künstlernamen „Burning Dan“, starb am 4. Oktober 2010 im Alter von 36 Jahren. Sein Großvater mütterlicherseits war der US-amerikanische Theater- und Filmschauspieler sowie Regisseur Michael Gordon. Seit 2014 ist Joseph Gordon-Levitt mit Tasha McCauley verheiratet. 2015 kam der gemeinsame Sohn zur Welt. Im Jahr 2017 folgte ein weiterer Sohn.

## Karriere
Gordon-Levitt begann seine Schauspielkarriere im Alter von sechs Jahren und trat Ende der 1980er Jahre zunächst in Fernsehspielfilmen und zwei Episoden der Serie Familienbande auf. Nach einer Hauptrolle in der Seifenoper Dark Shadows hatte er 1992 sein Spielfilmdebüt als Darsteller des jungen Norman in Robert Redfords Literaturverfilmung Aus der Mitte entspringt ein Fluß. Er wurde dafür mit einem Young Artist Award ausgezeichnet. 1994 spielte er einen Hutterer-Jungen in der Komödie Holy Matrimony und eine Hauptrolle in dem Walt-Disney-Film Angels – Engel gibt es wirklich!.
1996 bis 2001 spielte er in 131 Episoden der Fernsehserie Hinterm Mond gleich links Tommy Solomon, einen außerirdischen Wissenschaftler, der die Erde in Gestalt eines Teenagers erkunden muss und mit typischen Teenagerproblemen konfrontiert wird. Die Rolle brachte ihm den Young Star Award des Hollywood Reporters ein. 1996 spielte er in Nicht schuldig den Sohn von Demi Moore, 1998 mit Jamie Lee Curtis und Josh Hartnett in dem Horrorfilm Halloween H20 und 1999 in der Teenie-Komödie 10 Dinge, die ich an Dir hasse mit Heath Ledger.

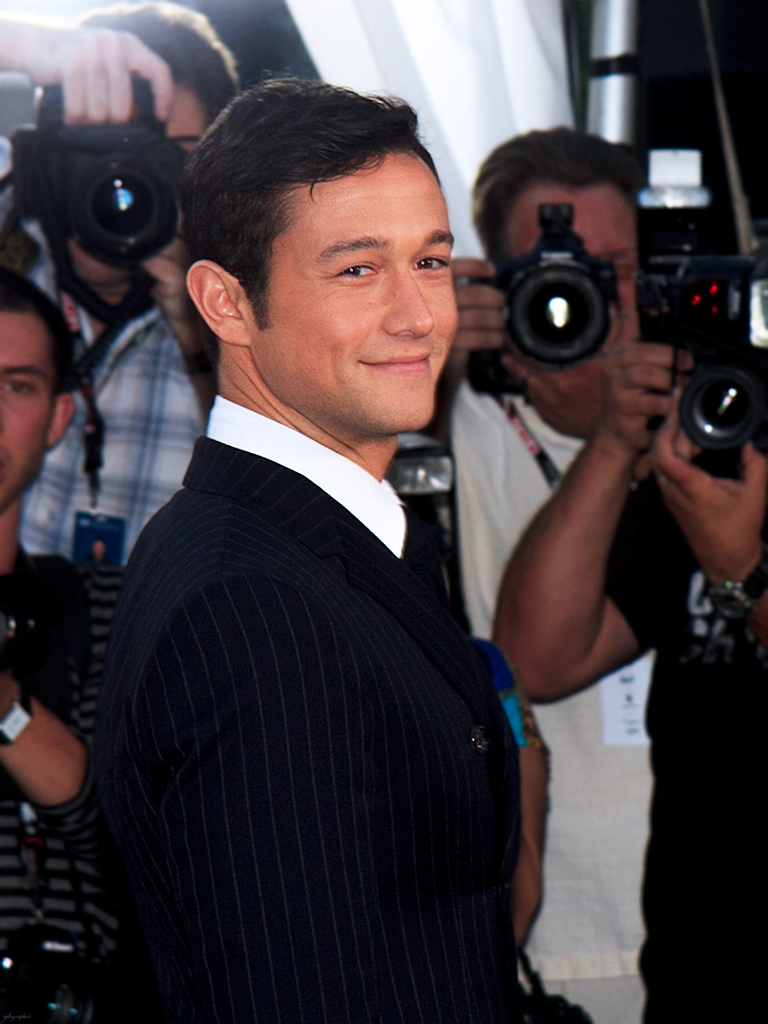
Joseph Gordon-Levitt beim Toronto International Film Festival (2012)

Nach dem Auslaufen der Serie Hinterm Mond gleich links konzentrierte sich Gordon-Levitt auf Independentfilme. Im Jahr 2000 drehte er Manic, der in einer psychiatrischen Klinik spielte, und 2003 Latter Days, in dem er einen Mormonenmissionar spielt. 2004 mimte er in Mysterious Skin – Unter die Haut einen Stricher. In Brick spielte er 2005 Brendan Frye, einen Teenager, der in einen Drogenring verwickelt wird. 2006 übernahm er Rollen in den Thrillern Killshot und Die Regeln der Gewalt (The Lookout).
2009 spielte er im erfolgreichen Independentfilm (500) Days of Summer die männliche Hauptrolle Tom Hansen neben Zooey Deschanel als Summer Finn. Für diese Rolle bekam Gordon-Levitt eine Golden-Globe-Nominierung als Bester Hauptdarsteller in einer Komödie oder einem Musical. 2010 stand er in Christopher Nolans Film Inception neben Leonardo DiCaprio und Michael Caine vor der Kamera.
2012 spielte er in Christopher Nolans drittem Batman-Film The Dark Knight Rises die Rolle des John Blake und in Steven Spielbergs Lincoln an der Seite von Sally Field und Daniel Day-Lewis.
2013 gab Gordon-Levitt mit der Komödie Don Jon sein Spielfilmdebüt als Regisseur und Drehbuchautor. Zudem übernahm er die männliche Hauptrolle an der Seite von Scarlett Johansson und Julianne Moore. Bereits seit 2009 inszeniert er Kurzfilme.
Für die Dreharbeiten zum Film The Walk lernte er von Philippe Petit, den er in diesem Film verkörperte, den Seiltanz.
2015 arbeitete er mit Oliver Stone zusammen an dem Film Snowden, der die Geschichte des NSA-Enthüllungs-Skandals rund um den  Whistleblower Edward Snowden, gespielt von Gordon-Levitt, erzählt.
Die 2021 angelaufene Serie Mr. Corman ist von Gordon-Levitt maßgeblich entwickelt worden und hat stark autobiographischen Charakter. Zudem übernahm er die Hauptrolle, führte Regie und war als Ausführender Produzent an ihr beteiligt.

## Filmografie (Auswahl)
- 1988: Fight Back (Stranger on My Land)
- 1988: Familienbande (Family Ties, Fernsehserie, 2 Folgen)
- 1989: Kalte Rache (Settle the Score, Fernsehfilm)
- 1990: Mord ist ihr Hobby (Murder, She Wrote, Fernsehserie, Folge 6x20 Shear Madness)
- 1991: Dark Shadows (Fernsehserie, 12 Folgen)
- 1991: Danielle Steel – Unter dem Regenbogen (Changes, Fernsehfilm)
- 1991: Der Fiesling (Hi Honey – I’m Dead, Fernsehfilm)
- 1991: Der Mond über Plymouth (Plymouth, Fernsehfilm)
- 1991: China Beach (Fernsehserie, Folge 4x13 Quest)
- 1991: Zurück in die Vergangenheit (Quantum Leap, Fernsehserie, 4x05 Permanent Wave – June 2, 1983)
- 1991: L.A. Law – Staranwälte, Tricks, Prozesse (L.A. Law, Fernsehserie, 6x07 Lose the Boss)
- 1992: Aus der Mitte entspringt ein Fluß (A River Runs Through It)
- 1992–1993: The Powers That Be (Fernsehserie, 13 Folgen)
- 1993: Partners (Kurzfilm)
- 1993: Ich will ein Zuhause (Gregory K, Fernsehfilm)
- 1993: Dr. Quinn – Ärztin aus Leidenschaft (Dr. Quinn, Medicine Woman, Fernsehserie, Folge 1x16 The Secret)
- 1993–1995: Roseanne (Fernsehserie, 4 Folgen)
- 1994: Holy Days (Holy Matrimony)
- 1994: Roadflower (The Road Killers)
- 1994: Angels – Engel gibt es wirklich! (Angels in the Outfield)
- 1995: Free Elli – Die Rettung des Elefantenbabys (The Great Elephant Escape, Fernsehfilm)
- 1996: Nicht schuldig (The Juror)
- 1996–2001: Hinterm Mond gleich links (3rd Rock from the Sun, Fernsehserie)
- 1998: Sweet Jane
- 1998: Halloween H20 (Halloween H20: 20 Years Later)
- 1998: Die wilden Siebziger (That ’70s Show, Fernsehserie, Folge 1x11 Eric’s Buddy)
- 1999: 10 Dinge, die ich an Dir hasse (10 Things I Hate About You)
- 2000: Outer Limits – Die unbekannte Dimension (The Outer Limits, Fernsehserie, Folge 6x18 Something About Harry)
- 2000: Ich hab doch nur meine Frau zerlegt (Picking Up the Pieces)
- 2000: Forever Lulu
- 2001: Manic
- 2002: Der Schatzplanet (Treasure Planet, Stimme)
- 2003: Latter Days
- 2004: Mysterious Skin – Unter die Haut (Mysterious Skin)
- 2005: Brick
- 2005: Havoc
- 2005: Shadowboxer
- 2005: Numbers – Die Logik des Verbrechens (Numb3rs, Fernsehserie, Folge 1x11 Sacrifice)
- 2007: Die Regeln der Gewalt (The Lookout)
- 2008: Killshot
- 2008: Stop-Loss
- 2008: Buffalo Soldiers ’44 – Das Wunder von St. Anna (Miracle at St. Anna)
- 2008: Brothers Bloom (The Brothers Bloom)
- 2009: G.I. Joe – Geheimauftrag Cobra (G.I. Joe: The Rise of Cobra)
- 2009: (500) Days of Summer
- 2009: Uncertainty – Kopf oder Zahl? (Uncertainty)
- 2009: Women in Trouble
- 2010: Hesher – Der Rebell (Hesher)
- 2010: Elektra Luxx
- 2010: Inception
- 2011: 50/50 – Freunde fürs (Über)Leben (50/50)
- 2012: The Dark Knight Rises
- 2012: Premium Rush
- 2012: Looper
- 2012: Lincoln
- 2013: Don Jon (auch Drehbuch und Regie)
- 2014: Sin City 2: A Dame to Kill For (Sin City: A Dame to Kill For)
- 2014: The Interview
- 2015: The Walk
- 2015: Die Highligen Drei Könige (The Night Before)
- 2016: Snowden
- 2017: Star Wars: Die letzten Jedi (Star Wars: The Last Jedi, Stimme)
- 2019: 7500
- 2019: Knives Out – Mord ist Familiensache (Knives Out, Stimme)
- 2020: Project Power
- 2020: The Trial of the Chicago 7
- 2021: Mr. Corman (Fernsehserie)
- 2022: Pinocchio (Stimme)
- 2022: Glass Onion: A Knives Out Mystery (Stimme)
- 2023: Flora and Son
- 2023: Poker Face (Fernsehserie, Folge 1x09)
- 2024: Beverly Hills Cop: Axel F
- 2024: Eifersucht (Killer Heat)
- 2024: Greedy People

## Auszeichnungen
- 1993: Young Artist Award „Bester Schauspieler unter 10 in einem Kinofilm“ für Aus der Mitte entspringt ein Fluß
- 2005: Seattle International Film Festival „Bester Schauspieler“ für Mysterious Skin – Unter die Haut
- 2010: St. Louis Gateway Film Critics Association Awards „Special Merit Award“ und  Film Critics Association Awards „Satellite Awards/Film/Bestes Ensemble“ für Inception
- 2011: Hollywood Film Awards „Durchbruch Schauspieler“ für 50/50 – Freunde fürs (Über)Leben
- 2014: Primetime Emmy Awards „Herausragende kreative Leistung in interaktiven Medien“ für die TV-Serie HitRecord on TV
- 2020: Primetime Emmy Awards „Herausragende Innovation in interaktiven Medien“ für die TV-Serie Create Together
- 2021: Screen Actors Guild Award „Screen Actors Guild Award/Bestes Schauspielensemble“, Satellite Award „Satellite Awards/Film/Bestes Ensemble“ und Critics’ Choice Movie Award „Critics’ Choice Movie Award/Bestes Schauspielensemble“ für The Trial of the Chicago 7[12]